# Choerodon balerensis
Choerodon balerensis är en fiskart som beskrevs av Herre, 1950. Choerodon balerensis ingår i släktet Choerodon och familjen läppfiskar. Inga underarter finns listade i Catalogue of Life.